# Allatu Corona
Allatu Corona est une corona, formation géologique en forme de couronne, située sur la planète Vénus par 15,5° N et 114° E. Elle est localisée dans le quadrangle de Niobe Planitia. Elle a été nommée en référence à Allatu, déesse Akkadienne de la terre. 

## Géographie et géologie
Allatu Corona couvre une surface circulaire d'environ 125 km de diamètre. 